# 파나소닉디바이스세일즈코리아
파나소닉디바이스세일즈코리아(Panasonic Industrial Devices Sales Korea)는 파나소닉 코퍼레이션 보관됨 2015-03-12 - 웨이백 머신 의 한국내 자회사이다.
2000년 6월 1일 파나소닉 인더스트리 코리아 주식회사라는 사명으로 설립되었다. 2012년 1월 파나소닉 디바이스 세일즈 코리아 주식회사로 사명을 변경한 뒤, 2012년 10월 구 파나소닉 전공 코리아 주식회사와 사업을 통합, 2013년 9월 대치동 신사옥으로 사무실을 통합이전했다.

## 주요제품
- 수동부품: 저항기, 콘덴서(캐패시터), 인덕터(코일), EMC대책부품, 퓨즈, 서미스터
- 접속부품: 릴레이, 커넥터, 스위치, 광부품
- 센서: 일반 센서, FA용 센서
- 변환부품: 음향부품
- 산업디바이스: 입∙출력 유닛, FAX디바이스, 기타 산업 디바이스
- 프린트 배선판 모듈: 프린트 배선판, 하이브리드IC, 통신 모듈
- 소재∙재료: 방열 소재, 박막 디바이스 응용 부품, 반도체 봉지재, 플라스틱 성형재료, 플라스틱 기능 성형품, 전자회로 기판 재료, 소재
- 반도체: 마이크로 컴퓨터, 로직LSI, 아날로그IC, 다이오드, 트렌지스터, MOSFET, 발광다이오드, 수광소자, 고주파 디바이스, 전원IC, 이미지 센서, 시스템 LSI
- 기억디바이스: 미디어(메모리카드, PC카드 어댑터)
- 전지∙에너지기기: 2차전지(충전식 전지), 1차전지, 시판전지/관련부품
- 실장기(실장∙용접∙계측): FA, 저항용접기, 용접로보트, FA센서, FA디바이스
- 모터∙컴프레서: FA∙일반 산업용모터, 가전용∙전장용모터, 컴프레서, 펌프